# SummerSlam (2018)
SummerSlam 2018 a fost cea de-a 31-a ediție a pay-per-view-ului anual SummerSlam organizat de WWE. Evenimentul a avut loc pe 19 august 2018 la Barclays Center în Brooklyn, New York. Sloganul oficial a fost "Sweet Sensation" interpretat de Flo Rida.

## Rezultate
- Kick-Off: Andrade "Cien" Almas și Zelina Vega i-au învins pe Rusev și Lana (7:00)
  - Vega a numărat-o pe Lana cu un «Roll-up» ajutându-se de corzi.
- Kick-Off: Cedric Alexander (c) l-a învins pe Drew Gulak păstrându-și campionatul WWE Cruiserweight Championship (10:15)
  - Alexander l-a numărat pe Gulak cu un «Roll-up».
- Kick-Off: The B-Team (Bo Dallas și Curtis Axel) (c) i-au învins pe The Revival (Dash Wilder și Scott Dawson) păstrându-și campionatele Raw Tag Team Championship (6:15)
  - Axel l-a numărat pe Dawson cu un «Roll-up».
- Seth Rollins (însoțit de Dean Ambrose) l-a învins pe Dolph Ziggler (c) (însoțit de Drew McIntyre) câștigând campionatul WWE Intercontinental Championship (22:00)
  - Rollins l-a numărat pe Ziggler după un «Curb-Stomp».
- The New Day (Big E și Xavier Woods) (însoțiți de Kofi Kingston) au învins campioni WWE SmackDown Tag Team Championship The Bludgeon Brothers (Harper și Rowan) (c) prin descalificare (9:45)
  - The Bludgeon Brothers au fost descalificați după ce Rowan l-a atacat pe Woods cu un baros.
  - Cu acest rezultat, Bludgeon Brothers au păstrat campionatele.
- Braun Strowman (deținătorul valizei) l-a învins pe Kevin Owens păstrându-și valiza Money in the Bank (1:50)
  - Strowman l-a numărat pe Owens după un «Running Powerslam».
  - Dacă Owens câștiga, chiar și prin descalificare, ar fi câștigat valiza.
- Charlotte Flair l-ea învins pe Carmella (c) și Becky Lynch într-un Triple threat match câștigând campionatul WWE SmackDown Women's Championship (15:15)
  - Charlotte a numărat-o pe Lynch după un «Bow Down To The Queen».
  - După luptă, Lynch a atacat-o pe Charlotte devenind heel.
- Samoa Joe a învins campionul WWE AJ Styles (c) prin descalificare (22:45)
  - Styles a fost descalificat după ce l-a lovit pe Joe cu un scaun.
  - Cu acest rezultat, Styles a păstrat campionatul.
- The Miz l-a învins pe Daniel Bryan (23:30)
  - Miz l-a numărat pe Bryan după o lovitură cu un pumn de oțel.
  - În timpul meciului, Maryse, care se afla în public, i-a oferit lui Miz pumnul pentru a îl lovi pe Bryan.
- Finn Bálor l-a învins pe Baron Corbin (1:35)
  - Bálor l-a numărat pe Corbin după un «Coupe de Grâce».
- Shinsuke Nakamura (c) l-a învins pe Jeff Hardy păstrându-și campionatul WWE United States Championship (11:00)
  - Nakamura l-a numărat pe Hardy după un «Kinshasa».
- Ronda Rousey a învins-o pe Alexa Bliss (c) câștigând campionatul WWE Raw Women's Championship (4:00)
  - Rousey a făcut-o pe Bliss să cedeze prin aplicarea unui «Armbar»..
- Roman Reigns l-a învins pe Brock Lesnar (c) câștigând campionatul WWE Universal Championship (6:10)
  - Reigns l-a numărat pe Lesnar după un «Spear».